# Nobuko de Mikasa
Nobuko de Mikasa (em japonês:  寛仁親王妃信子; nascida Nobuko Asō; Tóquio, 9 de abril de 1955) é um membro da família imperial japonesa como a viúva do príncipe Tomohito de Mikasa. Ela também é conhecida como Princesa Nobuko.

## Biografia
Nascida Nobuko Asõ, ela é a terceira filha do falecido empresário Takakichi Asō, ex-presidente da companhia de cimento Aso, e de sua esposa, Kazuko Yoshida, filha do ex-primeiro-ministro Shigeru Yoshida (1946-1947). Seu irmão, Tarō Asō, foi primeiro-ministro do Japão.
Ela estudou na Inglaterra, onde se graduou em Rosslyn House College, no ano de 1973. Ela se casou com o príncipe Tomohito, filho mais velho do príncipe Takahito Mikasa e da princesa Yuriko Mikasa, em 7 de novembro de 1980. O casal teve duas filhas:
- Akiko de Mikasa, nascida em 20 de dezembro de 1981;
- Yōko de Mikasa, nascida em 25 de outubro de 1983;

A princesa Tomohito de Mikasa está envolvida com diversas organizações de bem-estar, ocupando os cargos de presidente ou vice-presidente destas. Ela também costuma acompanhar seu marido a eventos de caridade, tanto no Japão como no exterior.
Além disso, é presidente de honra da Sociedade das Rosas do Japão, a qual objetiva ampliar, internacionalmente, o interesse pelas rosas.

## Títulos e estilos
Nobuko é denominado como "Sua Alteza Imperial Princesa Tomohito de Mikasa". 

## Honras

### Honras nacionais
- Grande Cordão da Ordem da Coroa Preciosa

### Posições honorários
- Presidente da Jikeikai Tokyo
- Presidente Honorário do Japão Rose Sociedade
- Honorário Vice-Presidente da  Cruz Vermelha japonesa

## Condecorações
- Ordem de Santo Olavo